# Шемровиці
Шемровиці (пол. Szemrowice, нім. Schemrowitz) — село в Польщі, у гміні Добродзень Олеського повіту Опольського воєводства.
Населення — 531 особа (2011).
У 1975-1998 роках село належало до Ченстоховського воєводства.

## Демографія
Демографічна структура станом на 31 березня 2011 року:
|          | Загалом | Допрацездатний вік | Працездатний вік | Постпрацездатний вік |
| -------- | ------- | ------------------ | ---------------- | -------------------- |
| Чоловіки | 254     | 37                 | 179              | 38                   |
| Жінки    | 277     | 42                 | 179              | 56                   |
| Разом    | 531     | 79                 | 358              | 94                   |